# Bugatti
Bugatti Automobiles S.A.S. (кратко: Bugatti — «Буга́тти») — ранее итальянская, сейчас французская автомобилестроительная компания, специализирующаяся на выпуске легковых автомобилей класса люкс под маркой Bugatti. Штаб-квартира — фамильное поместье Шато Сэн-Жан (фр. Château Saint Jean) — и производство находятся в эльзасском городе Мольсеме. В ноябре 2021 года компания стала частью Bugatti Rimac, совместного предприятия между Rimac Automobili и Porsche AG.

## Bugatti (1909—1963)
В 1909 году Этторе Бугатти основал компанию. В качестве завода он использовал заброшенную красильню в Мольсеме.
Bugatti Type 13 появился в 1910 году и на Гран-при Франции в 1911 году управляемый Эрнестом Фридрихом занял второе место, обогнав более мощные автомобили.
После Первой мировой войны немного модифицированный Type 13 выиграл Кубок легковых автомобилей в Ле-Мане в 1920 году. На основе Type 13 были созданы модели Bugatti Type 15, 17, 22 и 23 отличающиеся разной длиной шасси. Bugatti Type 22 c 16-клапанным двигателем занял первые четыре места в Гран-при в Брешии в 1921 году, за что модели Type 13, 15, 17, 22, 23, 27 с 16-клапанными двигателями получили прозвище «Brescia».
Bugatti Type 18, суперкар своего времени, был представлен в 1912 году. Двигатель мощностью в 100 л.с. мог разгонять автомобиль до 160 км/ч. Всего было создано 7 экземпляров.
В 1923 году был создан Bugatti Type 32  «Танк». Автомобиль сыграл роль первопроходца с точки зрения внимания к аэродинамике в дизайне гоночных автомобилей.
Bugatti Type 35, появившийся в 1924 году, стал одним из самых успешных гоночных автомобилей своего времени, на счету которого более 2000 побед. Type 35 и его модификации выигрывали Гран-при Испании, Франции, Германии, Монако, Чехословакии; в течение пяти лет удерживали первое место в гонках Targa Florio. В конструкции Bugatti Type 35 впервые появилась подковообразная радиаторная решётка, ставшая отличительным элементом многих автомобилей компании. Автомобиль стал «визитной карточкой» компании и имел успех у состоятельных покупателей.
В 1926 году появился Bugatti Type 41 Royale — это был один из самых роскошных и дорогих автомобилей своего времени. Всего было создано 6 экземпляров.
В 30-х годах Этторе Бугатти отходит от управления компанией и руководство переходит к старшему сыну — Жану Бугатти. С 1934 по 1939 года на заводе производились Bugatti Type 57, которые можно было заказать с различными вариантами кузова. На модификациях Type 57G Tank и Type 57C Tank были одержаны победы в 24 часа Ле-Мана: в 1937 году автогонщиками Жан-Пьер Вимиллем и Робером Бенуа и в 1939 году — Жан-Пьер Вимиллем и Пьером Вейроном. 11 августа 1939 года Жан Бугатти погибает в автоаварии.
После Второй мировой войны Этторе подаёт иск в суд о возвращении ему прав на предприятие, которое французское правительство хотело экспроприировать, но, скончавшись в 1947 году, так и не узнаёт, что суд удовлетворил его иск. Вскоре после его смерти во главе компании становится младший сын Роланд Бугатти.
В 1951 году на парижском автосалоне был представлен Bugatti Type 101, построенный на основе Bugatti Type 57. Также, в первой половине 1950-х годов, для участия в гонке Формула-1 был разработан автомобиль Bugatti Type 251, который принял участие только в одной гонке. Позже, между 1957 и 1962 годами, был разработан концепт гоночного автомобиля Bugatti Type 252, который сейчас находится в музее автомобилей в Мюлузе.

В 1963 году Bugatti была продана компании Hispano-Suiza.

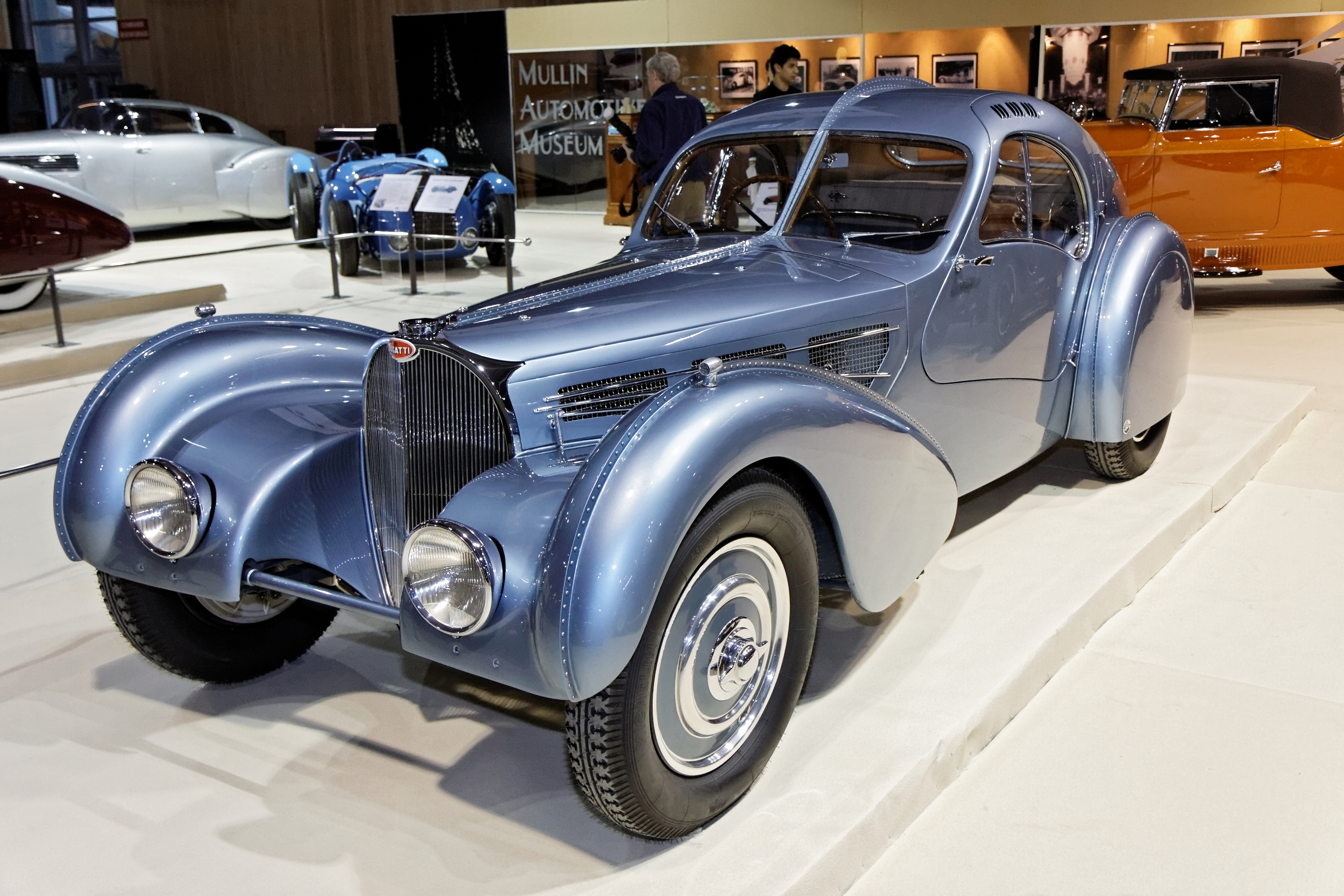
Bugatti Type 57SC Atlantic-один из легендарных автомобилей этой марки.

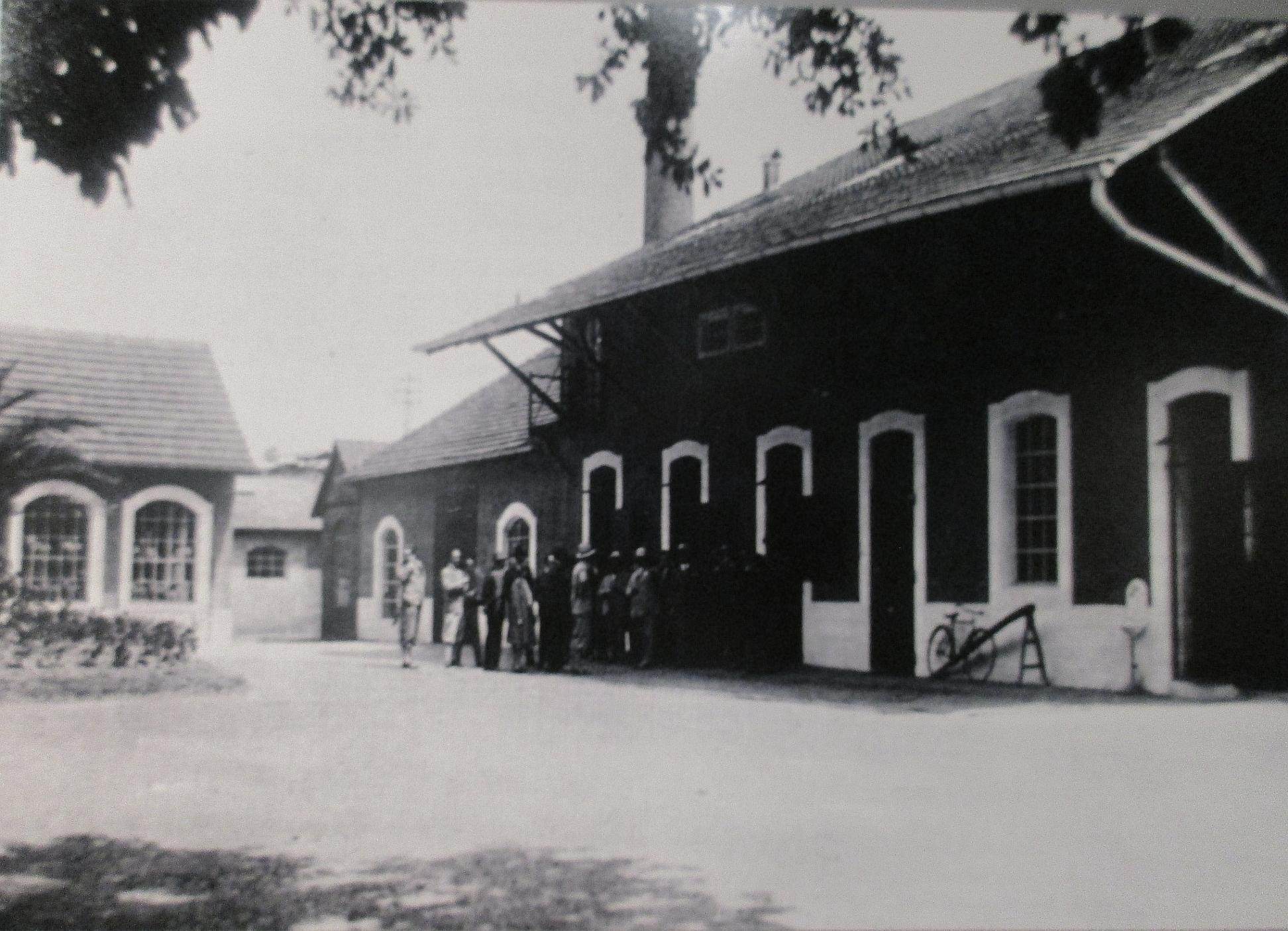
Завод Bugatti (гараж, магазин и конюшня), 1930 год
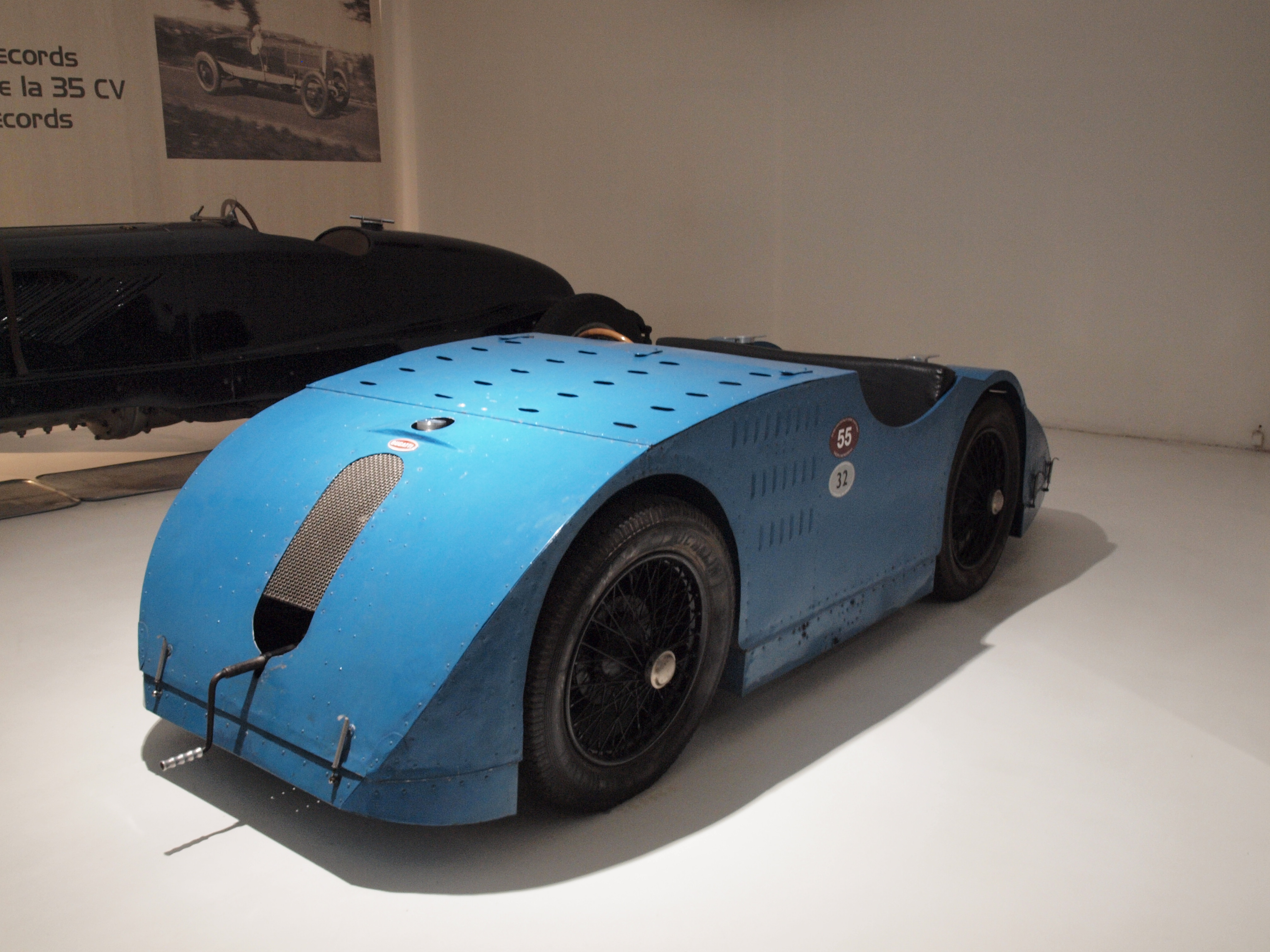
«Танк» Bugatti Type 32
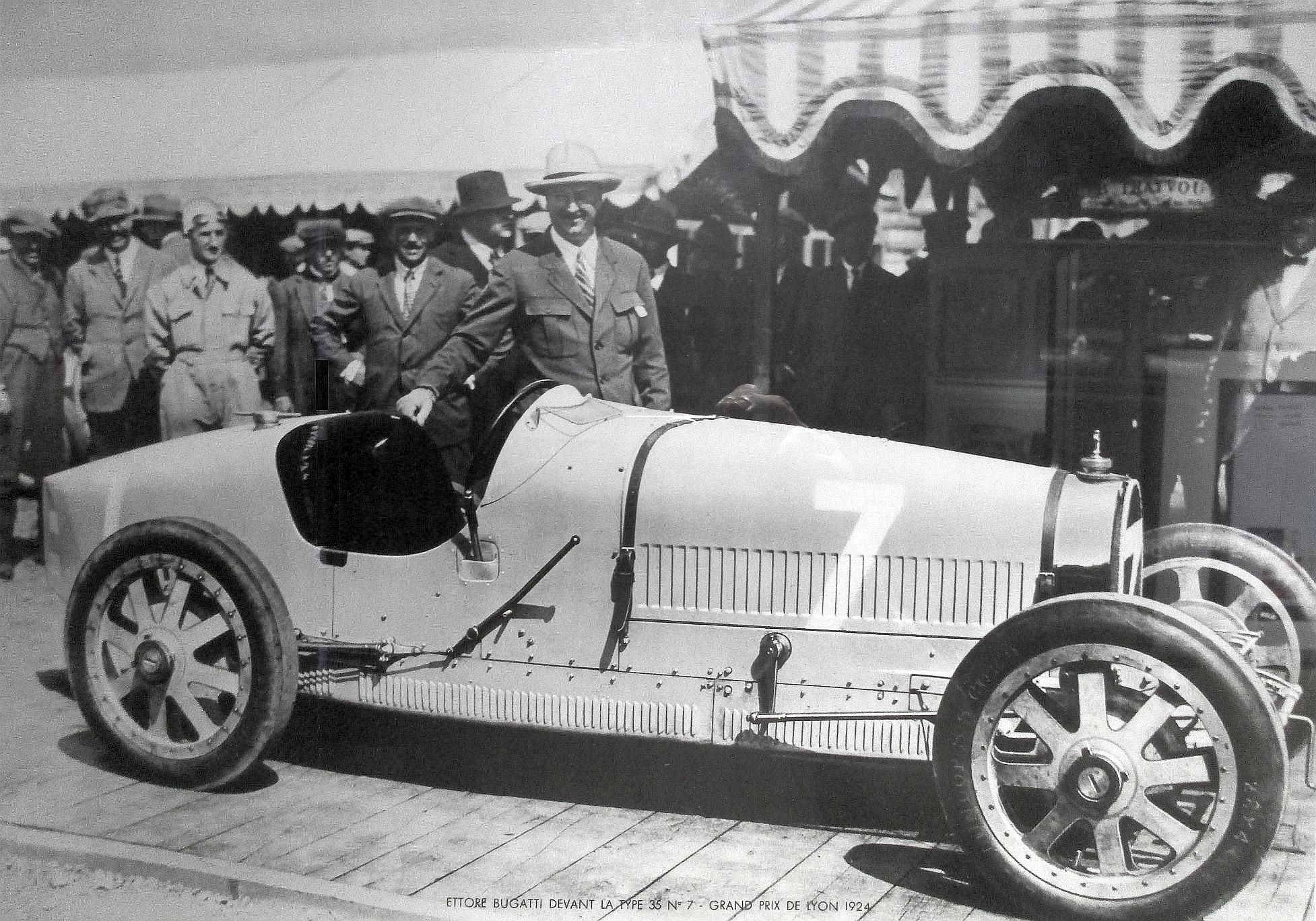
Этторе Бугатти перед премьерой Bugatti Type 35 на Гран-при Франции, 1924 год
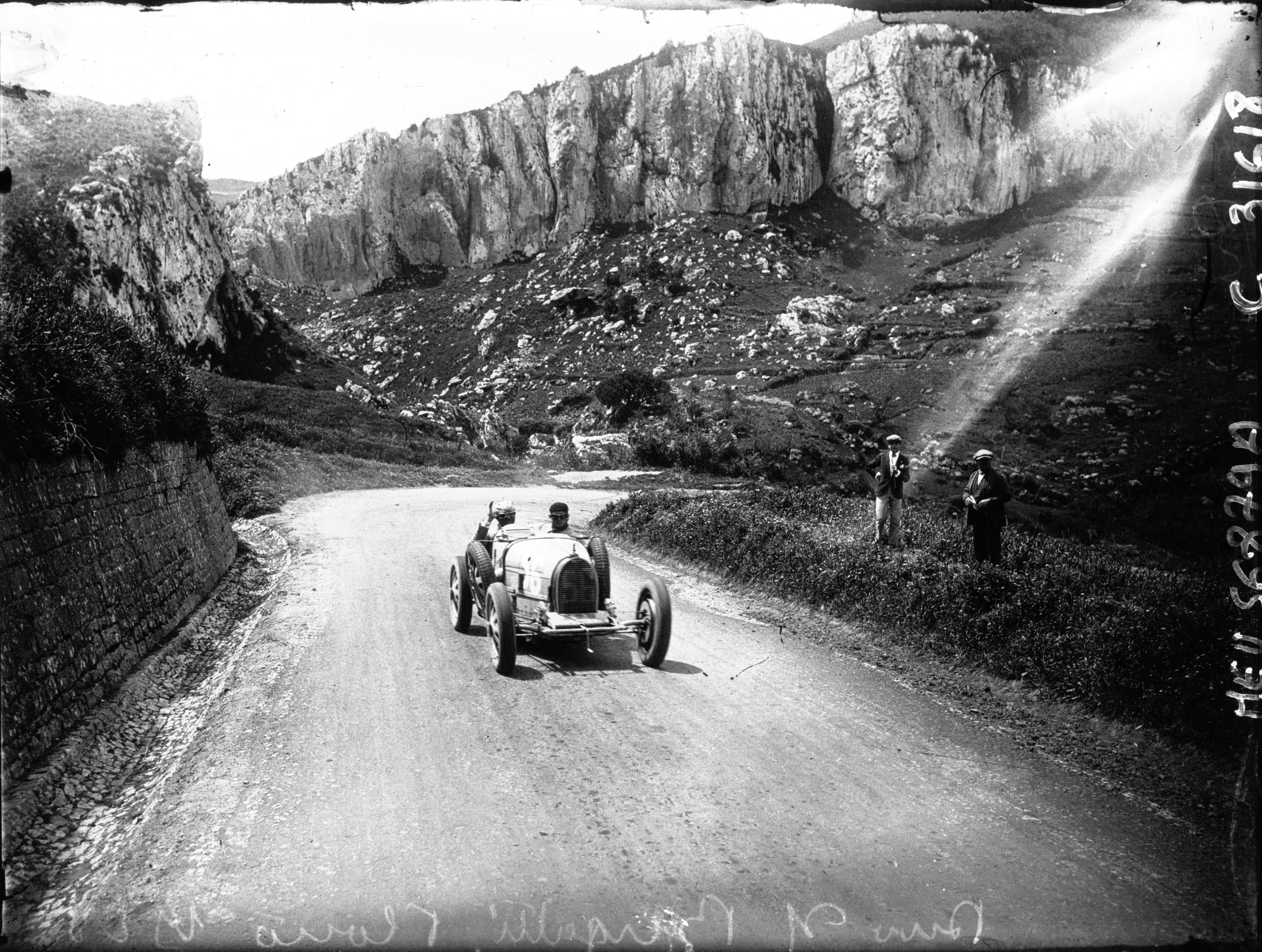
Альбер Диво на Targa Florio, 1928 год
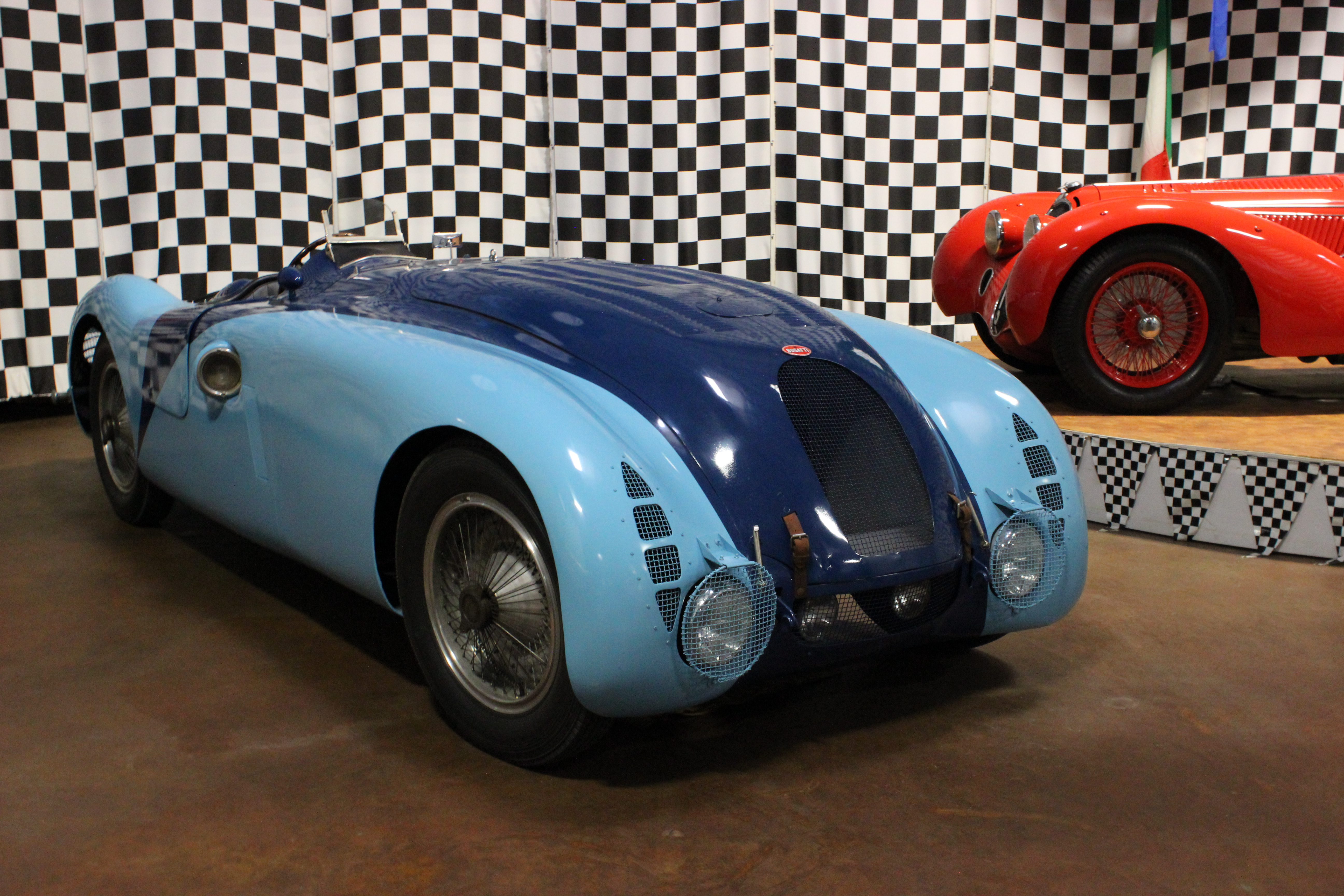
Bugatti Type 57G Tank

| Год  | Гонка                        | Водитель                                        | Автомобиль       |
| ---- | ---------------------------- | ----------------------------------------------- | ---------------- |
| 1920 | Coupe des Voiturettes        | Эрнест Фридрих                                  | Bugatti Type 13  |
| 1921 | Gran Premio delle Vetturette | Эрнест Фридрих                                  | Bugatti Type 22  |
| 1925 | Targa Florio                 | Бартоломео Константини                          | Bugatti Type 35  |
| 1926 | Гран-при Франции             | Жюль Гу                                         | Bugatti Type 39A |
| 1926 | Гран-при Италии              | Луи Шаравель                                    | Bugatti Type 39A |
| 1926 | Гран-при Испании             | Бартоломео Константини                          | Bugatti Type 35  |
| 1926 | Targa Florio                 | Бартоломео Константини                          | Bugatti Type 35T |
| 1927 | Targa Florio                 | Эмилио Матерасси                                | Bugatti Type 35C |
| 1928 | Гран-при Франции             | Вильям Гровер-Вильямс                           | Bugatti Type 35C |
| 1928 | Гран-при Италии              | Луи Широн                                       | Bugatti Type 37A |
| 1928 | Гран-при Испании             | Луи Широн                                       | Bugatti Type 35C |
| 1928 | Targa Florio                 | Альбер Диво                                     | Bugatti Type 35B |
| 1929 | Гран-при Франции             | Вильям Гровер-Вильямс                           | Bugatti Type 35B |
| 1929 | Гран-при Германии            | Луи Широн                                       | Bugatti Type 35C |
| 1929 | Гран-при Испании             | Луи Широн                                       | Bugatti Type 35B |
| 1929 | Гран-при Монако              | Вильям Гровер-Вильямс                           | Bugatti Type 35B |
| 1929 | Targa Florio                 | Альбер Диво                                     | Bugatti Type 35C |
| 1930 | Гран-при Бельгии             | Луи Широн                                       | Bugatti Type 35C |
| 1930 | Гран-при Чехословакии        | Генрих-Йоахим фон Морген и Херманн цу Лайнинген | Bugatti Type 35B |
| 1930 | Гран-при Франции             | Филипп Этанселен                                | Bugatti Type 35C |
| 1930 | Гран-при Монако              | Рене Дрейфус                                    | Bugatti Type 35B |
| 1931 | Гран-при Бельгии             | Вильям Гровер-Вильямс и Каберто Конелли         | Bugatti Type 51  |
| 1931 | Гран-при Чехословакии        | Луи Широн                                       | Bugatti Type 51  |
| 1931 | Гран-при Франции             | Луи Широн и Акилле Варци                        | Bugatti Type 51  |
| 1931 | Гран-при Монако              | Луи Широн                                       | Bugatti Type 51  |
| 1932 | Гран-при Чехословакии        | Луи Широн                                       | Bugatti Type 51  |
| 1933 | Гран-при Монако              | Акилле Варци                                    | Bugatti Type 51  |
| 1934 | Гран-при Бельгии             | Рене Дрейфус                                    | Bugatti Type 59  |
| 1936 | Гран-при Франции             | Жан-Пьер Вимилль и Раймон Соммер                | Bugatti Type 57G |
| 1937 | 24 часа Ле-Мана              | Жан-Пьер Вимилль и Робер Бенуа                  | Bugatti Type 57G |
| 1939 | 24 часа Ле-Мана              | Жан-Пьер Вимилль и Пьер Вейрон                  | Bugatti Type 57C |

| Год  | Шасси            | Двигатель          | Шины | Гонщик           | 1   | 2   | 3   | 4   | 5   | 6   | 7   | 8   | Points | WCC |
| ---- | ---------------- | ------------------ | ---- | ---------------- | --- | --- | --- | --- | --- | --- | --- | --- | ------ | --- |
| 1956 | Bugatti Type 251 | Bugatti Straight-8 | Е    |                  | ARG | MON | 500 | BEL | FRA | GBR | GER | ITA | 0*     | -*  |
| 1956 | Bugatti Type 251 | Bugatti Straight-8 | Е    | Морис Трентиньян |     |     |     |     | Ret |     |     |     | 0*     | -*  |

* До 1958 года Кубок конструкторов не разыгрывался.

## Bugatti Automobili (1987—1995)
В 1987 году права на бренд Bugatti, а также более 45000 чертежей и проектов, купил итальянский предприниматель Романо Артиоли и основал компанию Bugatti Automobili S.p.A. В итальянской коммуне Кампогаллиано компания построила завод.
В 1990 году на 63-м Туринском автосалоне был представлен концепт двухместного купе Bugatti ID 90 от компании Italdesign, который опирался на технические чертежи Bugatti. Верх кузова автомобиля имеет вытянутую стеклянную конструкцию. Дизайн литых дисков отсылает к Bugatti Type 41 Royale.
В день стодесятилетия Этторе Бугатти, 15 сентября 1991 года, компания Bugatti официально представила суперкар Bugatti EB 110 GT. С двигателем мощностью 553 л. с., он развивает скорость в 342 км/ч. Более мощная версия — Bugatti EB 110 SS была представлена в 1992 году. Мощность двигателя модификации возросла до 611 л. с., а максимальная скорость, которую развивает автомобиль, равняется 351 км/ч.
Проект Bugatti EB 110 ещё не успел окупиться, но компания начала подготовку к производству седана класса люкс, и в 1993 году на Женевском автосалоне был представлен разработанный Italdesign концепт четырёхдверного седана Bugatti EB 112, готовый для серийного производства.
К 1994 году у Bugatti Automobili начались тяжёлые времена и в сентябре 1995 года компанию объявили банкротом из-за долгов в 125 миллионов долларов. Кризису способствовали спад в мировой экономике, конкуренция и неудачные финансовые сделки. Позже Романо Артиоли высказал свою версию о разорении его компании в результате злонамеренного саботажа конкурирующими автопроизводителями.

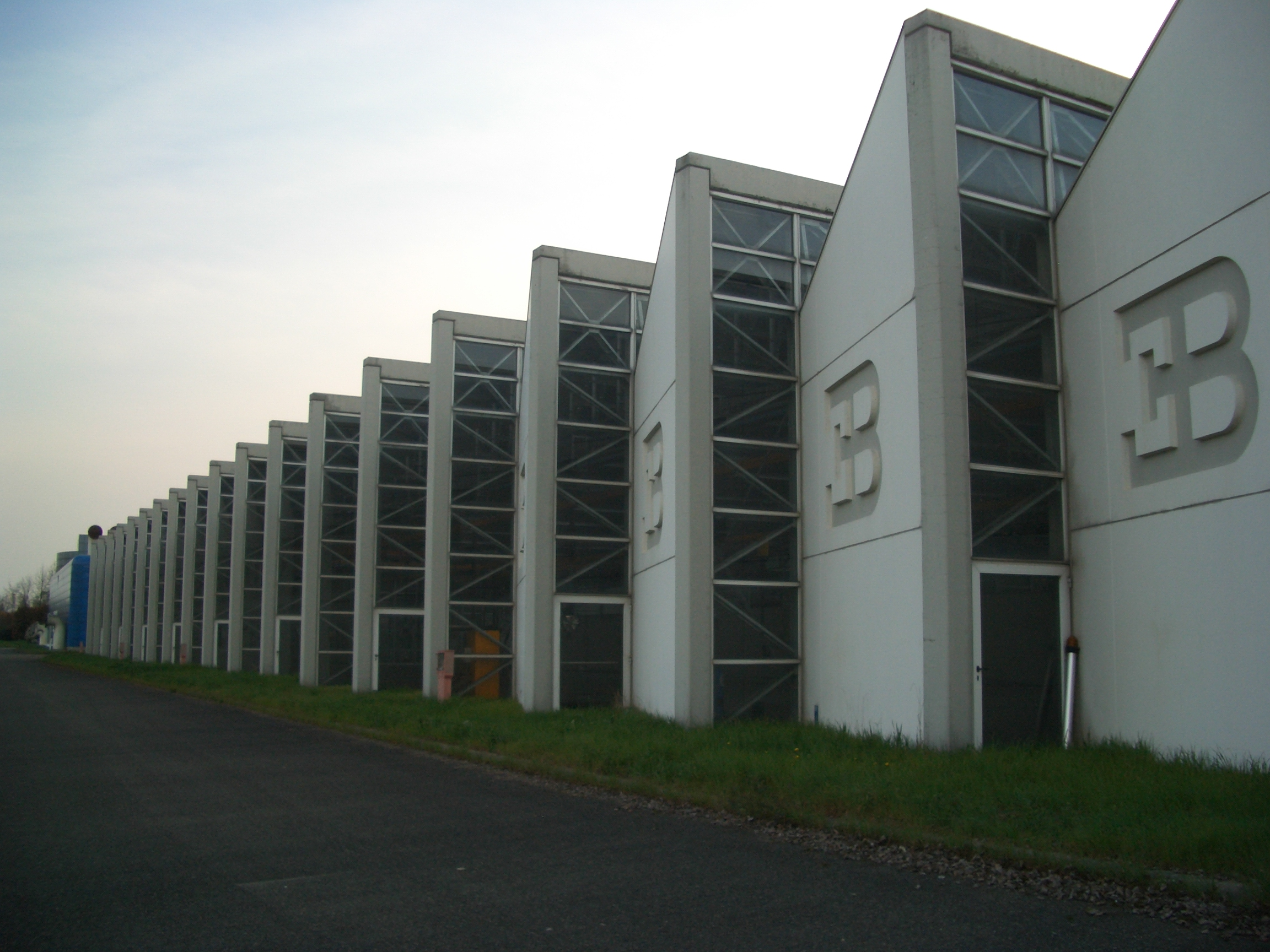
Завод Bugatti Automobili в Италии
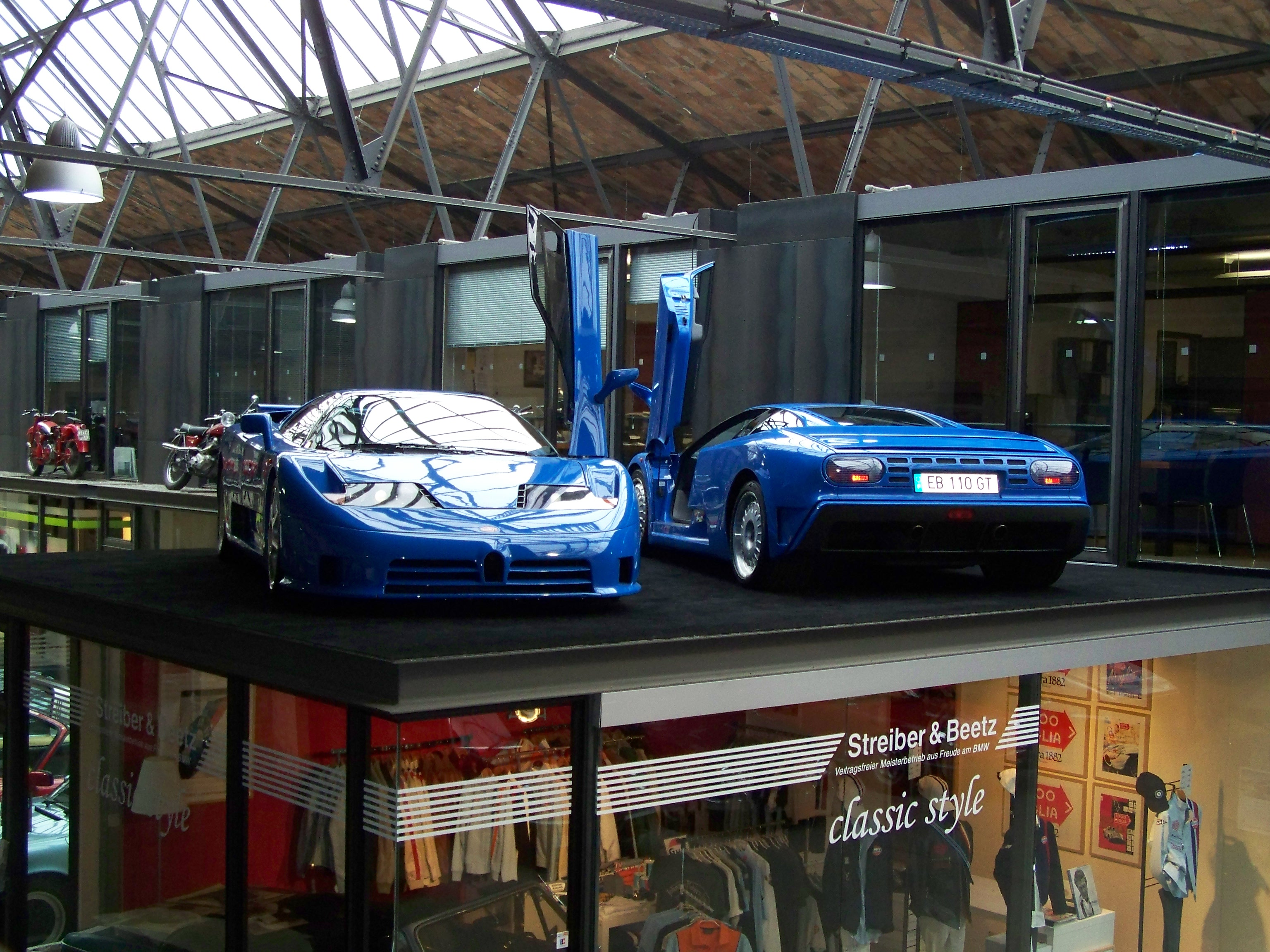
Две модификации Bugatti EB 110: SS и GT
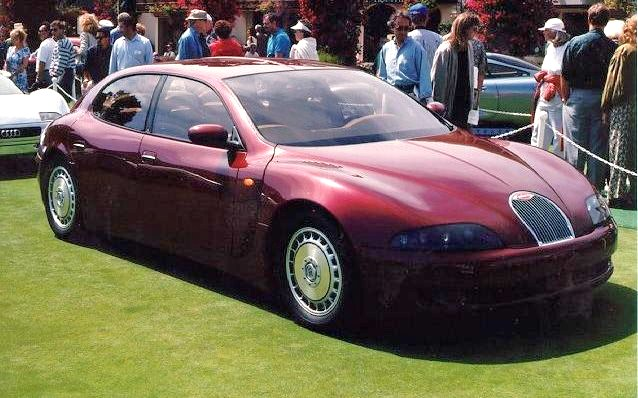
Концепт EB 112 от Italdesign

## Bugatti Automobiles (с 1998)
В 1998 году концерн Volkswagen под руководством Фердинанда Пиеха приобрёл права на бренд Bugatti. Также было куплено историческое поместье Шато Сэн-Жан (фр. Château St. Jean), которое было отреставрировано и стало штаб-квартирой компании. Исторический же завод Bugatti теперь принадлежит компании Snecma, поэтому Volkswagen построил рядом с поместьем новый завод, который называют ателье. Позже, в том же году, на Парижском автосалоне был представлен концепт-кар двухдверного четырёхместного купе Bugatti EB 118, разработанный компанией Italdesign. За ним последовали ещё два концепта от той же Italdesign: в 1999 году на Женевском автосалоне был представлен концепт-кар четырёхдверного седана Bugatti EB 218, который являлся развитием концепта Bugatti EB 112; и на Франкфуртском автосалоне в сентябре 1999 года был представлен концепт суперкара Bugatti 18/3 Chiron.
В октябре 1999 года на Токийском автосалоне был представлен концепт с 18-цилиндровым двигателем Bugatti 18/4 Veyron, разработанный уже в Volkswagen. Осенью 2000 года был представлен концепт Bugatti 16/4 Veyron с 16-цилиндровым двигателем.
В 2001 году президентом созданной компании Bugatti Automobiles S.A.S. стал Карл-Хайнц Нойман.
В том же году на Женевском автосалоне был представлен Bugatti 16.4 Veyron с двигателем мощностью 1001 л. с. Главой компании с конца 2003 года был назначен Томас Бшер.
Производство гиперкара Bugatti Veyron началось в 2005 году. Всего было выпущено 450 автомобилей, цена некоторых из них доходила до более 2 миллионов евро.
С 2007 года президентом компании становится Франц-Йозеф Паефген.
Через год, в 2008 году, была представлена модификация Bugatti Veyron в виде родстера — Bugatti Veyron Grand Sport.
В 2010 году на Женевском автосалоне компания показала концепт-кар четырёхдверного седана класса люкс Bugatti 16C Galibier, а также позже, в этом же году, был представлен Bugatti Veyron Super Sport — модификация Bugatti Veyron с увеличенной мощностью двигателя, которая попала в Книгу рекордов Гиннесса как самый быстрый серийный автомобиль и до сих пор удерживает этот титул.
Президентом Bugatti Automobiles с 2011 года становится Вольфганг Дюрхаймер.
Весной 2012 года была представлена модификация «скоростного» родстера Bugatti Veyron под названием Grand Sport Vitesse.
Осенью 2012 года президентом компании был назначен Вольфганг Шрайбер.
В июне 2014 года президентом Bugatti был вновь назначен Вольфганг Дюрхаймер.
Последний Bugatti Veyron был представлен весной 2015 года, а осенью того же года Bugatti привезла на Франкфуртский автосалон шоу-кар Bugatti Vision Gran Turismo — «реальная» версия виртуального гиперкара, придуманного для видеоигры Gran Turismo 6.
На Женевском автосалоне в 2016 году был представлен Bugatti Chiron — новый серийный гиперкар компании, преемник Bugatti Veyron. Bugatti Chiron оснащается 8,0 литровым квадротурбированным двигателем W16, обладает мощностью 1500 л.с. и 1600 Нм. Он позволяет развить 100 км/ч за 2,4 секунды, 200 км/ч — за 6,1 секунды, 300 км/ч — за 13,1 секунды, а 400 км/ч — за 32,6 секунды. Всего было выпущено 500 Chiron, производство завершилось в 2022 году.
В январе 2018 года в должность президента компании вступил Стефан Винкельман.
В конце августа 2018 года на конкурсе элегантности в Пеббл-Бич был представлен автомобиль Bugatti Divo.
В августе 2019 года была представлена модель Bugatti Centodieci.
6 июля 2021 года германский Porsche AG и хорватский Rimac Automobili объявили о создании совместного предприятия Bugatti Rimac, которое будет контролировать Bugatti. Rimac Automobili получит в нем контрольный пакет акций — 55%, а Porsche, который владеет 24-процентной долей в хорватском производителе, получит 45%.

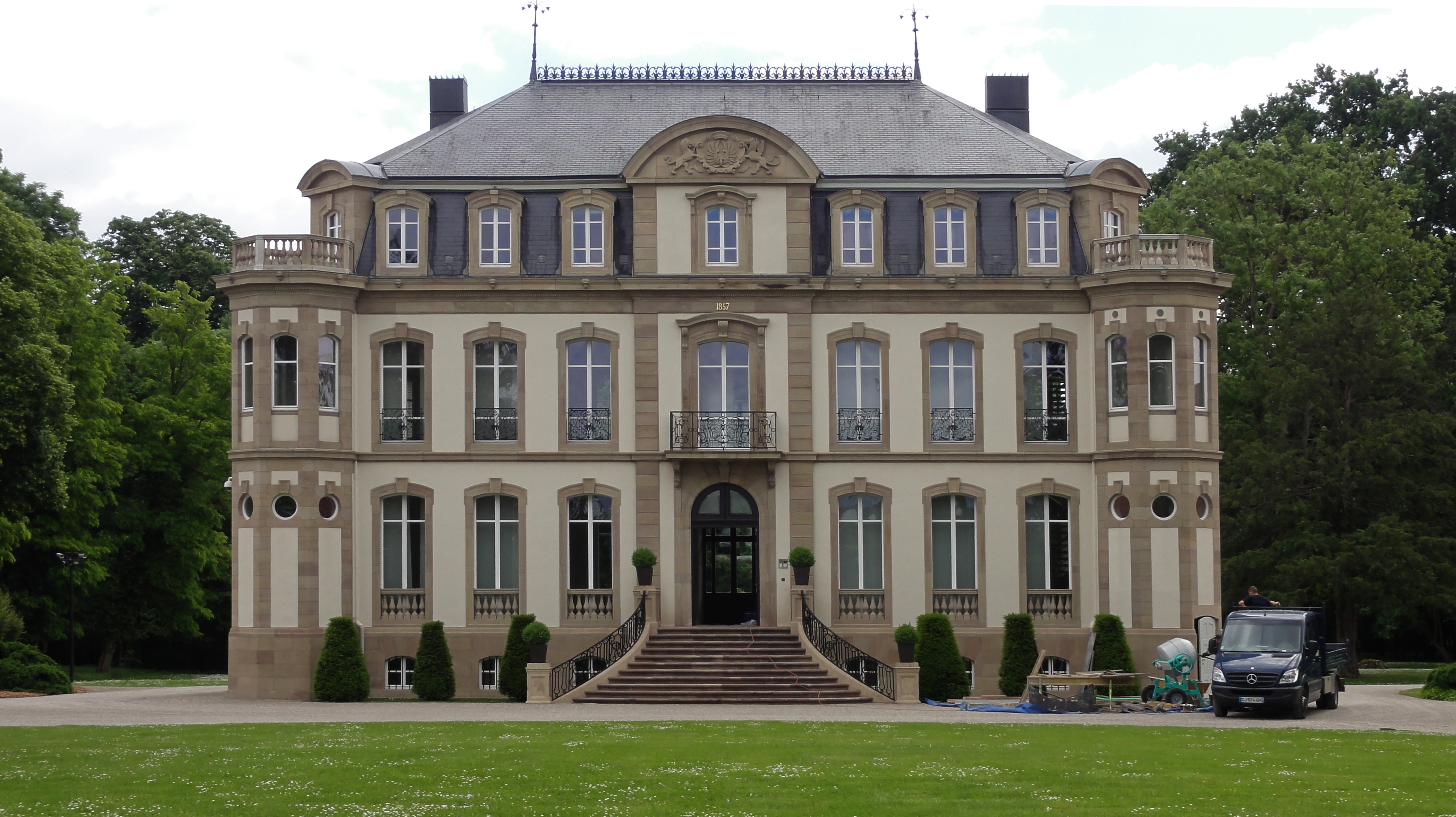
Отреставрированное поместье Шато Сэн-Жан
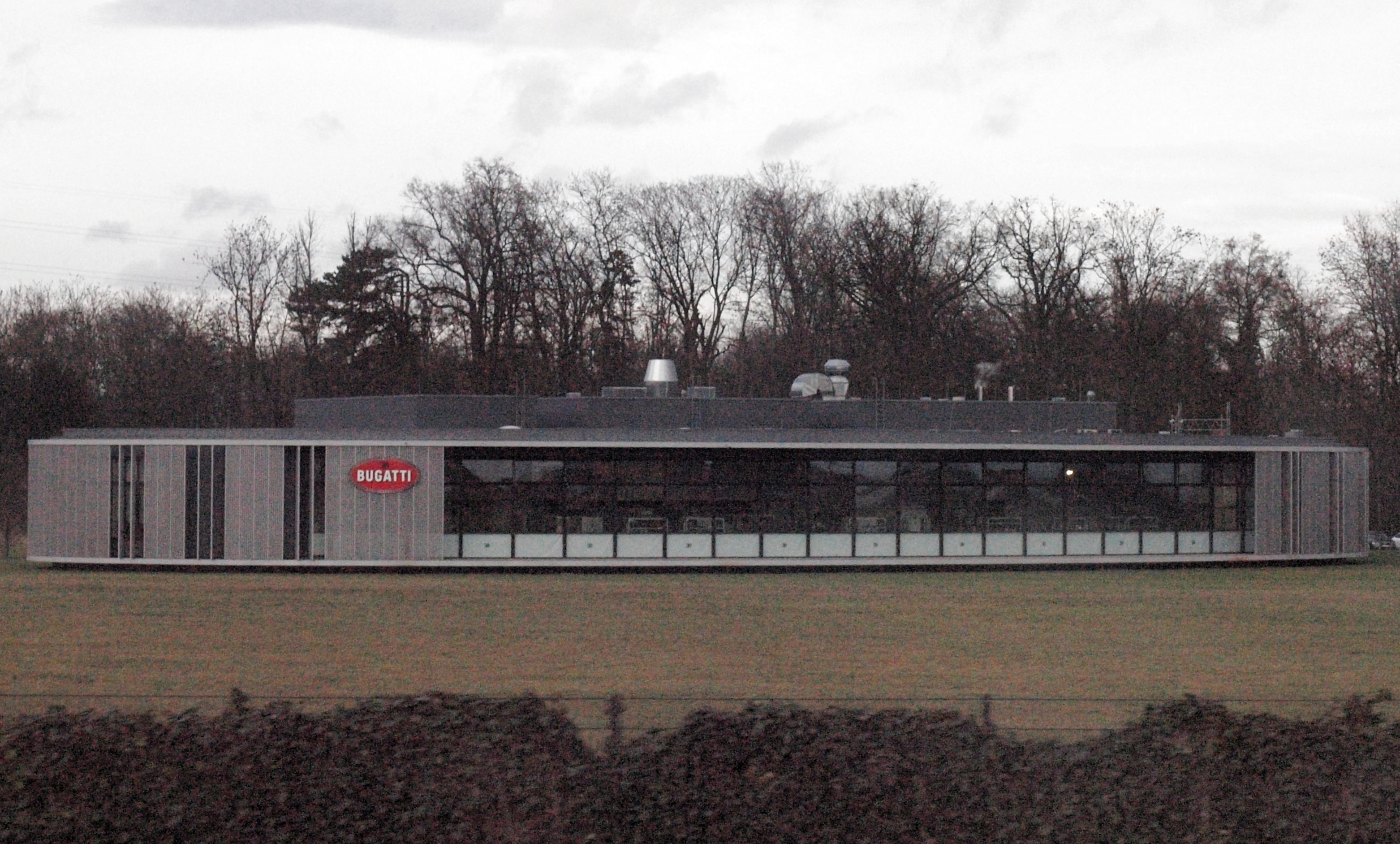
Завод-ателье Bugatti
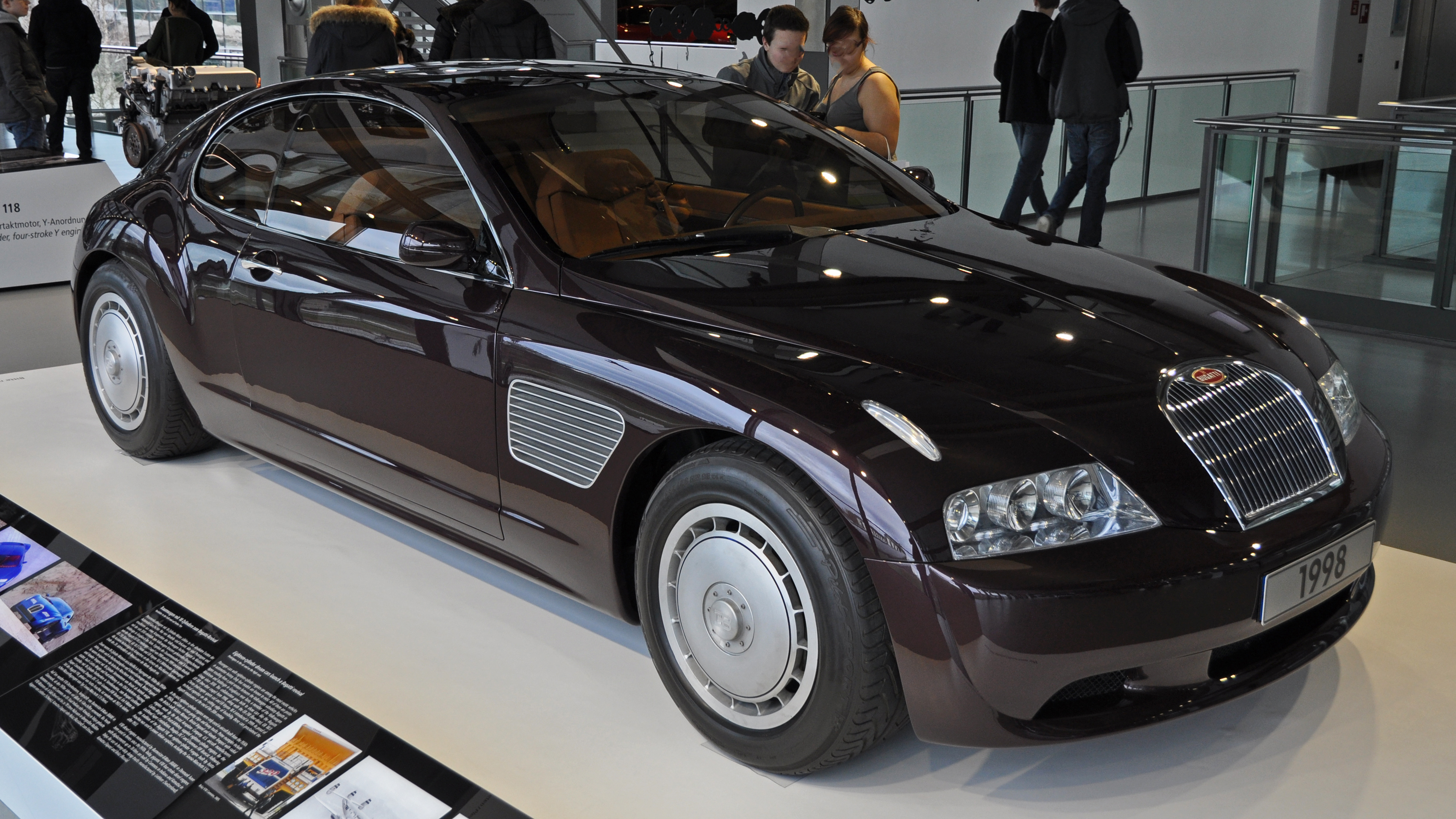
Концепт двухдверного четырёхместного купе Bugatti EB 118
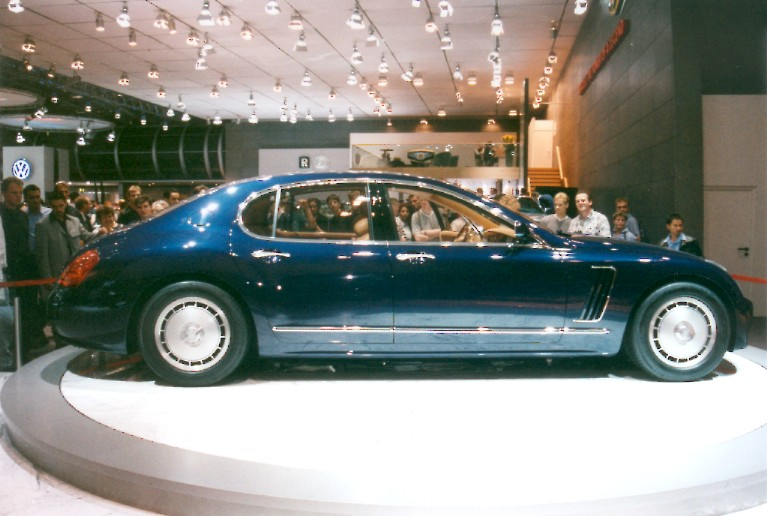
Bugatti EB 218 — концептуальный четырёхдверный седан
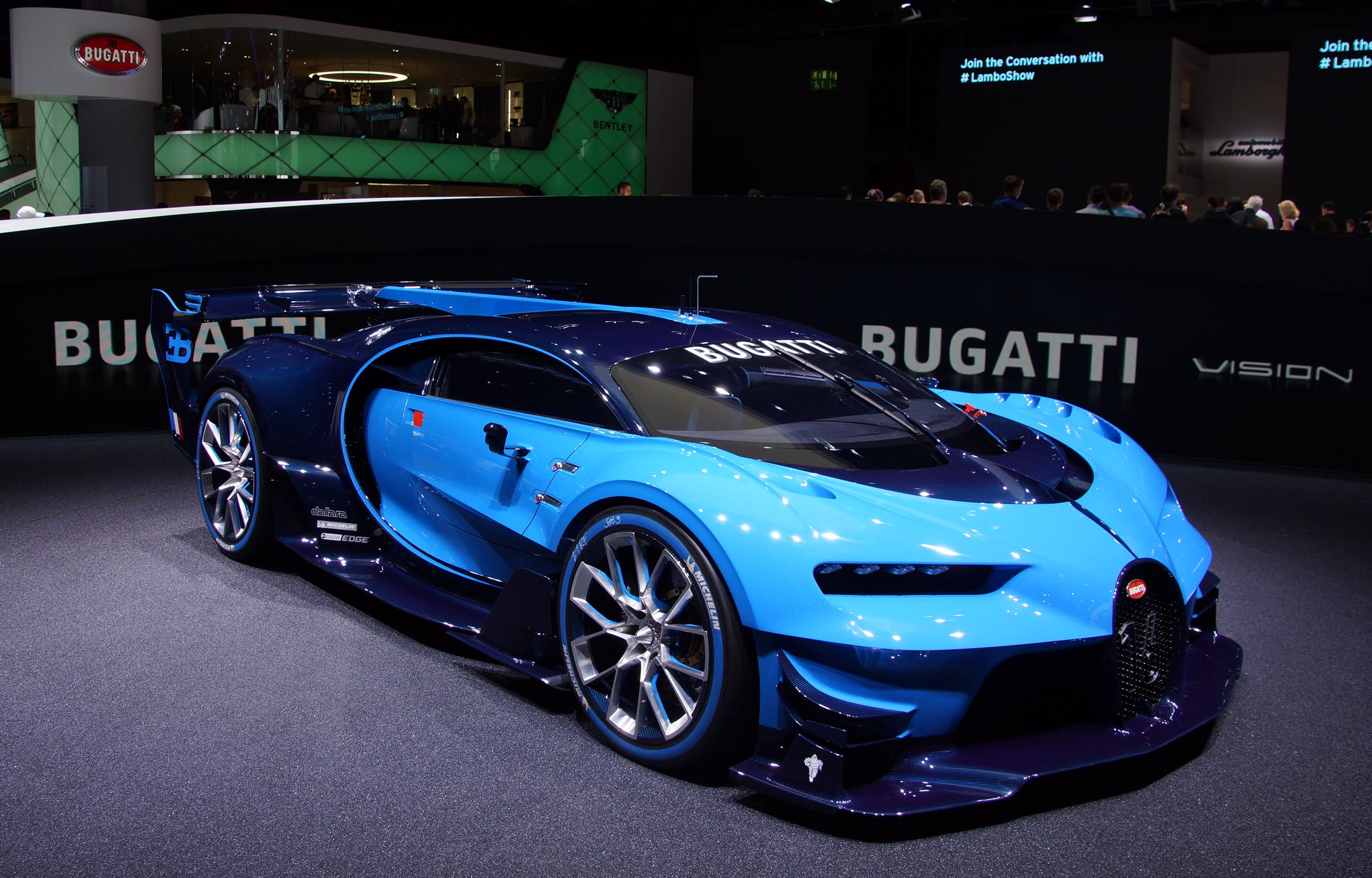
«Реальный» Bugatti Vision Gran Turismo
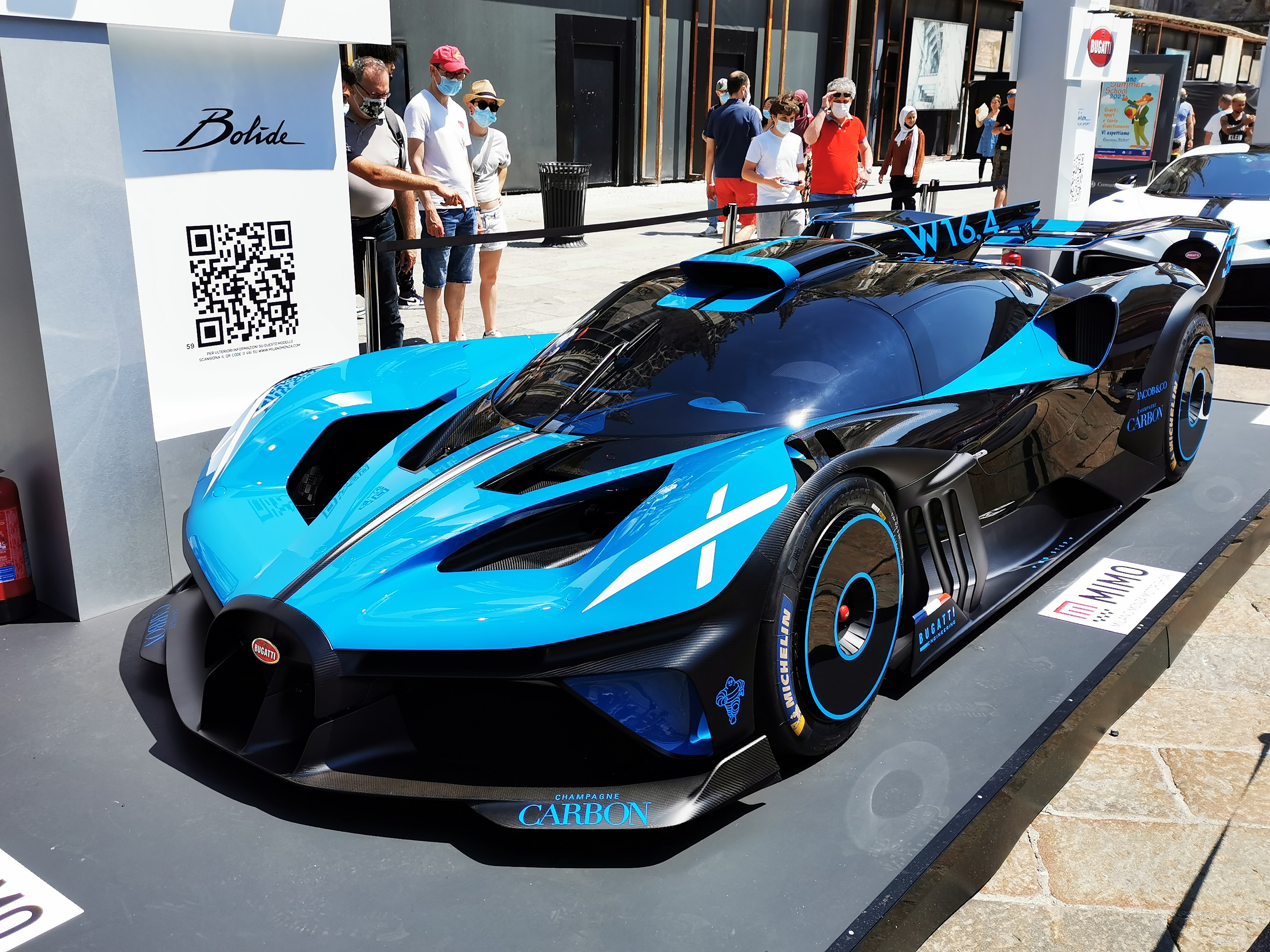
Bugatti Bolide

## Современные модели
W16 Mistral, Bugatti Bolide, Bugatti Tourbillon